# نهج باب سويقة
نهج باب سويقة هو أحد الأنهج الستة التي تشكل حزاما بيضويا يحيط بمدينة تونس العتيقة، وتلك الأنهج هي بالإضافة إلى هذا النهج، أنهج المنجي سليم والجزيرة وباب جديد وباب منارة وباب البنات. وينطلق هذا النهج من باب قرطاجنة ثم يتجه غربا نحو بطحاء باب سويقة، وينعطف بعد ذلك باتجاه شارع باب البنات لينتهي في مستوى نهج الباشا.

## تاريخه
كان هذا النهج في الفترة الاستعمارية أحد أهم الأنهج بالنسبة للحركة الوطنية، إذ انتصبت فيه مكاتب الزعماء الحبيب بورقيبة، وصالح بن يوسف والمنجي سليم، وغيرهم. وقد شهد العديد من المظاهرات في فترات مختلفة. كما كان يشهد نشاطا ثقافيا متميزا، إذ ظهر فيه المقهى الثقافي مقهى جماعة تحت السور الذي أنجب عددا من أهم رموز الفن والثقافة التونسية خلال الأربعينات والخمسينات من القرن العشرين. كما كانت توجد فيه صالة الفتح التي كانت تقام بها الحفلات لعدد من كبار الفنانين.

## معالمه
تنتصب العديد من المعالم الهامة بنهج باب سويقة من بينها نزل العياشي ومقر نادي الترجي الرياضي التونسي، وفضلا عن ذلك فهو يفضي إلى عدد من المعالم الأخرى منها خاصة زاوية سيدي محرز وحي الحلفاوين.

## معرض صور

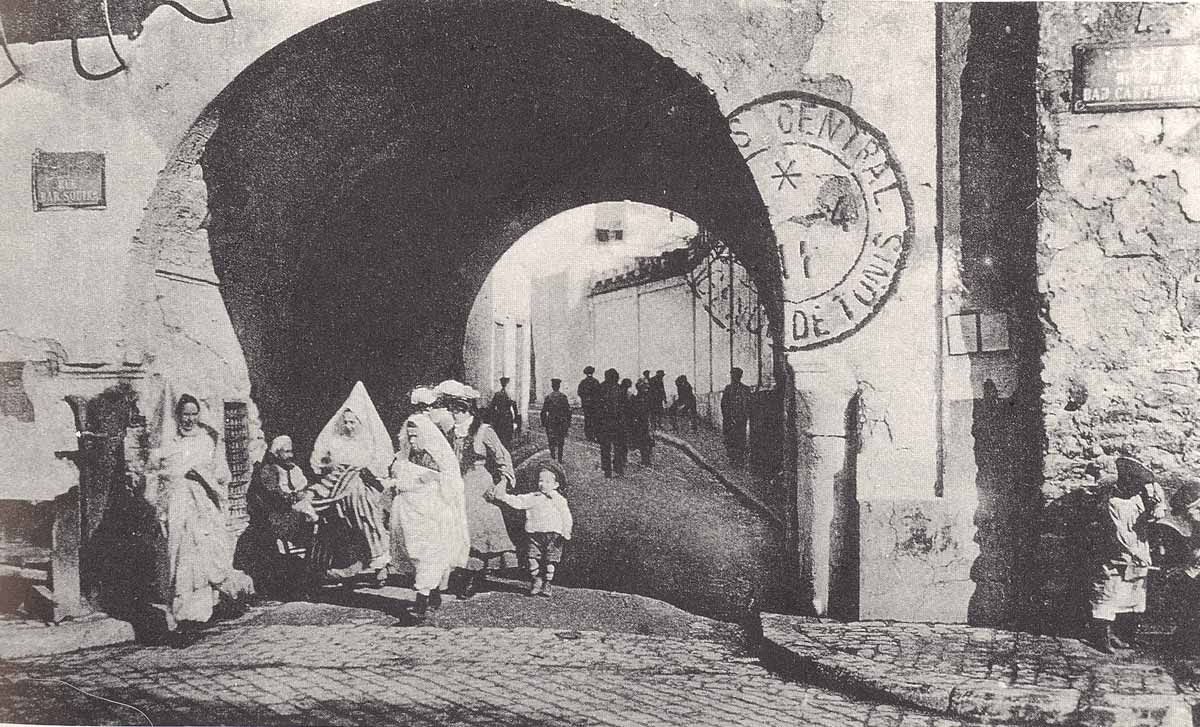
نهج باب سويقة في مستوى باب قرطاجنة
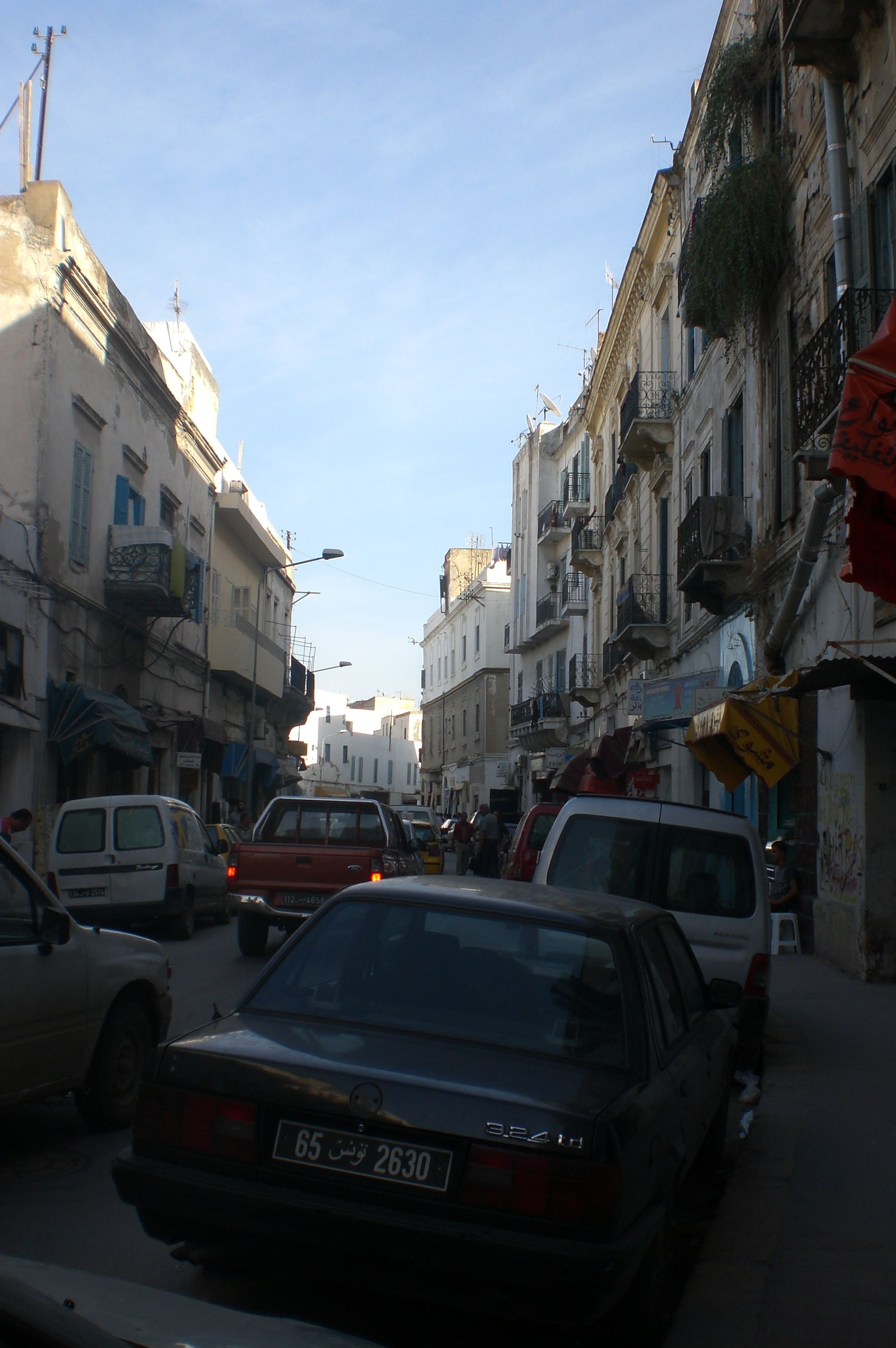
نهج باب سويقة : منظر أول
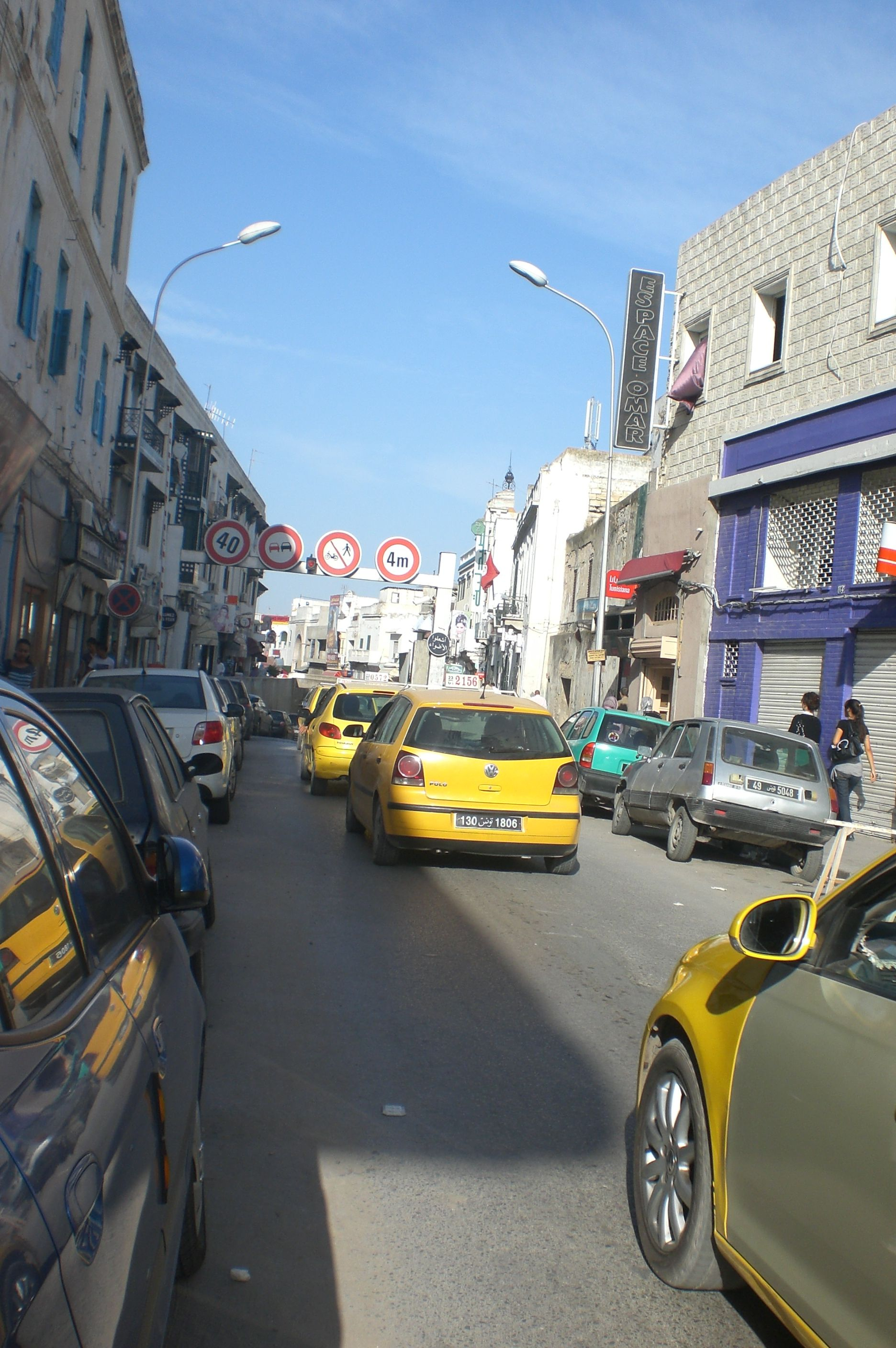
نهج باب سويقة: منظر ثان
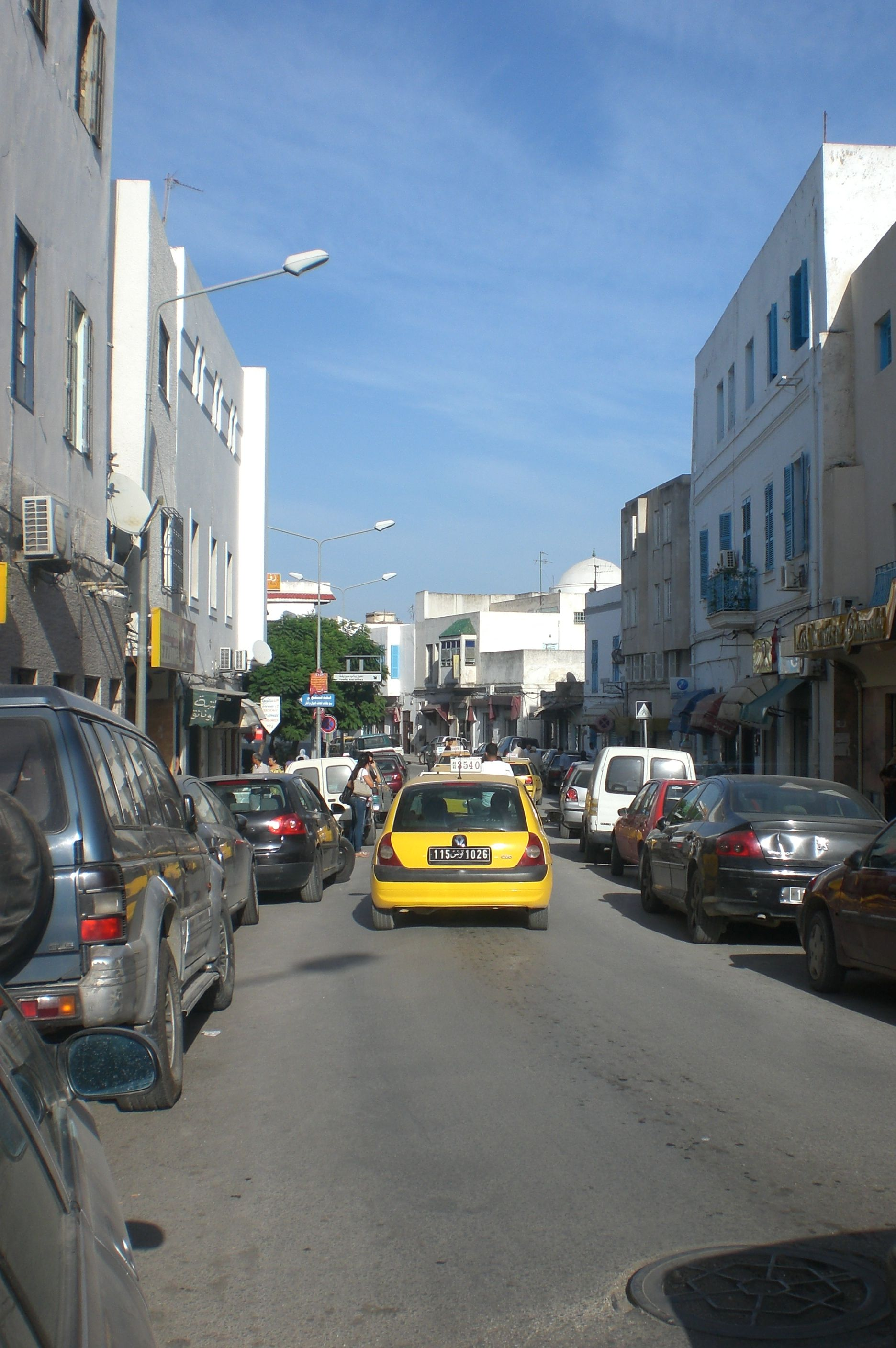
ملتقى نهجي باب سويقة وباب بنات

## إشارات مرجعية
1. ↑  http://www.alhorria.info.tn/?ID=897&page=article&article=61372%5Bوصلة+مكسورة%5D "كافي شانطا" باب سويقة